# Preußisches Regulativ
Das Preußische Regulativ vom 9. März 1839 (eigentlich Regulativ über die Beschäftigung jugendlicher Arbeiter in Fabriken) war ein Gesetz, mit dem der preußische König Friedrich Wilhelm III. die Kinderarbeit einschränkte. Es war das erste kontinentaleuropäische Gesetz zur Einschränkung der Kinderarbeit und das erste deutsche Gesetz zum Arbeitsschutz.

## Historische Entwicklung
Arbeitszeiten von 13 Stunden unter gesundheitsgefährdenden Bedingungen waren für Kinder in den ersten beiden Dritteln des 19. Jahrhunderts keine Seltenheit. Die „Fabrikkinder“ litten häufig an körperlichen und geistig-seelischen Schäden, während die Schulpflicht oft völlig vernachlässigt wurde. Die ersten Kritiker der industriellen Kinderarbeit waren Pädagogen und Philanthropen.
Staatskanzler Hardenberg und die Berliner Ministerien machten ab 1817 darauf aufmerksam, dass die Fabrikarbeit zu einer Vernachlässigung der Schulpflicht führe.
1828 wies der königlich-preußische Generalleutnant Heinrich Wilhelm von Horn in seinem Landwehrgeschäftsbericht den preußischen König darauf hin, dass wegen der in der Industrie verbreiteten Kinderarbeit die Fabrikgegenden in der Rheinprovinz ihr Truppenkontingent „nicht vollständig stellen können und daher von den Kreisen, welche Ackerbau treiben, zum Theil übertroffen werden“. Daraufhin wies Friedrich Wilhelm III. Kultusminister Freiherr Karl vom Stein zum Altenstein und Innenminister Friedrich von Schuckmann an, nach „Maaßregeln“ zum Schutz „der zarten Jugend“ im Königreich Preußen zu suchen. Im weiteren Verlauf spielte diese Kabinettsorder und damit das militärische Rekruten-Argument jedoch keinerlei Rolle, wie die neuere Forschung zeigen kann.
Entscheidend wurde vielmehr der Einsatz der preußischen Beamten, die nicht länger dulden wollten, dass die Kinderarbeit zur Verletzung der Schulpflicht (einem primären Staatsziel) und damit zu einem hohen Anteil an Analphabeten unter den Arbeiterinnen und Arbeitern führte. Hinzu kam das zivilgesellschaftliche Engagement. So kritisierte der Fabrikant und Abgeordnete Johannes Schuchard im Jahr 1826 im „Rheinisch-Westphälischen Anzeiger“ die Auswüchse der Kinderarbeit in den Baumwollspinnereien des Rheinlandes. 1837 sorgte er in einem Zeitungsbericht über den Selbstmordversuch eines zwölfjährigen Arbeitermädchens für öffentliches Aufsehen und schürte die anwachsende Empörung gegen die Kinderarbeit. Im gleichen Jahr brachte er in den rheinischen Provinziallandtag einen Antrag auf ein Kinderschutzgesetz ein, das in eine Petition an den König vom 20. Juli 1837 mündete. Womöglich arbeitete Schuchard in Absprache mit dem rheinischen Oberpräsidenten Ernst von Bodelschwingh. In Zusammenarbeit mit dem Innenminister Gustav von Rochow sorgte Bodelschwingh für die Durchsetzung des Preußischen Regulativs vom 9. März 1839.

## Inhalt
Da der Ausgangspunkt für das Preußische Regulativ die Verletzung der Schulpflicht war, ging es in dem Gesetz überwiegend um Maßnahmen, die den Schulbesuch der Kinder garantieren sollten. So wurde Kindern bis zum 9. Lebensjahr die regelmäßige Arbeit in der Fabrik, in Berg-, Hütten- und Pochwerken verboten. Die Arbeitszeit der Jugendlichen unter 16 Jahren durfte zehn Stunden nicht überschreiten. Jugendlichen unter 16 Jahren, die keine dreijährige Schulzeit nachweisen konnten, wonach sie die „Muttersprache geläufig lesen“ und „einen Anfang im Schreiben gemacht“ haben, wurde die Fabrikarbeit untersagt. Davon ausgenommen waren Fabriken, denen eigene Schulen angegliedert waren und die einen Bildungsanspruch garantierten. Nachtarbeit von 21 Uhr bis 5 Uhr, Sonn- und Feiertagsarbeit wurde für Jugendliche verboten.
Örtliche Polizei- und Schulbehörden sollten Kontrollfunktionen übernehmen. Für den Fall von Zuwiderhandlungen wurden Sanktionen angedroht. Die zuständigen Ministerien sollten besondere Verordnungen erlassen, um eine Einhaltung der „Gesundheit der Fabrikarbeiter“ zu gewährleisten.